# Anthony West
Anthony West (Maryborough, 17 luglio 1981) è un pilota motociclistico australiano.

## Carriera

### Gli inizi ed il salto in 500
Esordisce nella classe 125 del motomondiale nel 1998, nel GP d'Australia con una Honda, in qualità di wild card, senza ottenere punti. Nel 1999 diventa pilota titolare, con una TSR Honda del team Shell Advance Honda, con la quale ottiene il 12º posto finale con 66 punti e un sesto posto in Germania come miglior risultato.
I risultati ottenuti gli valgono per l'anno 2000 la possibilità di correre con una Honda sempre nel team Shell Advance, con compagno di squadra Tōru Ukawa. In questa stagione ottiene il sesto posto iridato della classe 250 con 146 punti, precedendo anche piloti esperti della categoria come Ralf Waldmann, Sebastián Porto e Franco Battaini. Ottiene come miglior risultato due quarti posti (Paesi Bassi e Portogallo). Nel 2001 opta per il passaggio in classe 500 con il team Dee Cee Jeans Racing alla guida di una Honda NSR 500 V2, inizialmente era designato al posto suo Marcus Payten, rimpiazzato da West dopo il primo Gran Premio, che ha avuto per compagno di squadra Barry Veneman. Ottiene come miglior risultato tre dodicesimi posti (Portogallo, Australia e Malesia) e termina la stagione al 18º posto con 27 punti.

### 2003-2007 gli anni in 250 con Aprilia
Rimane inattivo nel 2002 e torna nel mondiale nel 2003, con una Aprilia RSV 250 del team Zoppini Abruzzo; il compagno di squadra è Johan Stigefelt. Ottiene il primo successo iridato al GP d'Olanda ad Assen sotto la pioggia. La stagione continua con altri tre podi (secondo in Australia, terzo in Catalogna e Gran Bretagna) ed il settimo posto in campionato con 145 punti.
Nel 2004, sempre con Aprilia e sempre nello stesso team, questa volta con Hugo Marchand come compagno di squadra, ottiene l'11º posto finale con 88 punti e come miglior risultato due quarti posti (Spagna e Repubblica Ceca). In questa stagione è costretto a saltare i GP di Australia e Comunità Valenciana a causa di un incidente nelle qualifiche del GP d'Australia. Nello stesso anno corre a Brands Hatch in qualità di wildcard nel mondiale Supersport con una Honda CBR 600RR del team Italia Megabike, terminando la gara al nono posto.
Nel 2005 corre il GP di Francia con l'Aprilia RSV 250 del team Aprilia Germany in sostituzione dell'infortunato Martín Cárdenas, il GP d'Olanda con la Honda RS 250 R del team Wurth Honda BQR in sostituzione dell'infortunato Radomil Rous e cinque Gran Premi con la KTM 250 FRR del team Red Bull KTM GP250 (dal GP di Gran Bretagna a quello della Malesia), dando proprio alla moto austriaca il primo podio della storia nel motomondiale (alla prima gara della casa di Mattighofen in 250) grazie al secondo posto a Donington, in Gran Bretagna, sotto la pioggia, dopo aver anche condotto la corsa per qualche giro. Ottiene in tutto 30 punti. Nel 2006, dopo il divorzio con KTM, corre a tempo pieno con una Aprilia RSV 250 nel team Kiefer - Bos - Racing, ottenendo l'11º posto finale con 78 punti e un settimo posto in Germania come miglior risultato.

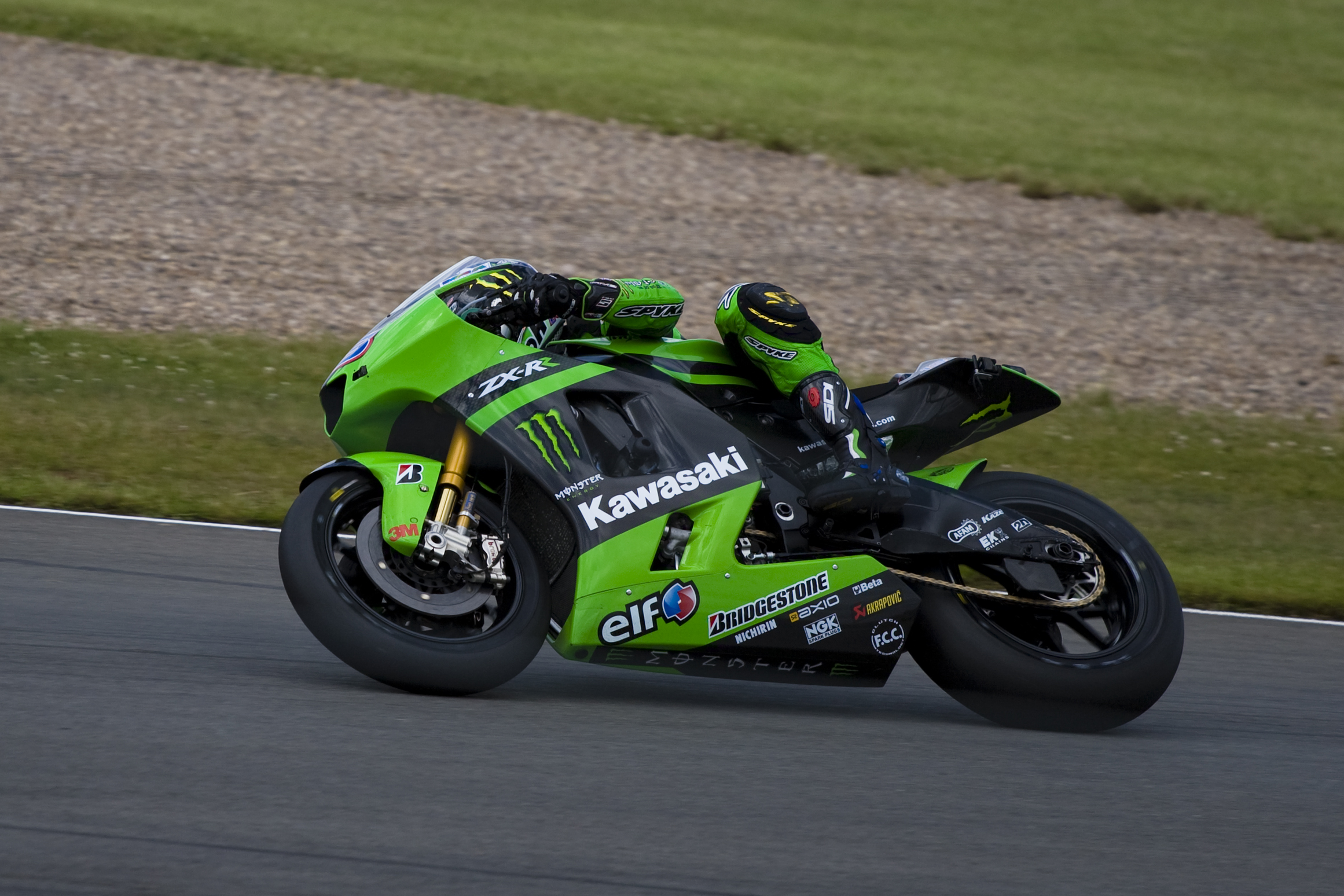
West in pista in occasione del Gran Premio di Gran Bretagna del 2008, concluso al decimo posto.

Il 2007 lo inizia in 250 correndo le prime sette gare in calendario con l'Aprilia RSV 250 del Team Sicilia, ottenendo 25 punti e un nono posto in Spagna come miglior risultato. 

### 2007-2008 MotoGP con Kawasaki
A partire da Donington si sposta in MotoGP, andando a sostituire Olivier Jacque con la Kawasaki ZX-RR del team Kawasaki Racing. Ottiene in tutto 59 punti e due settimi posti come risultati di rilievo in gara (Stati Uniti e Giappone). Nello stesso anno corre tre gare nel mondiale Supersport su Yamaha YZF-R6 del team Yamaha World SSP Racing, in sostituzione di Kevin Curtain: arriva terzo a Monza, primo nelle altre due gare, e chiude il campionato al nono posto.
Confermato in MotoGP dal team Kawasaki Racing anche nel 2008, stavolta per una stagione completa, con compagno di squadra John Hopkins. Ottiene come miglior risultato un quinto posto in Repubblica Ceca e termina la stagione al 18º posto con 50 punti. Nel 2009 corre nel mondiale Supersport con la Honda CBR600RR del team Stiggy Racing Honda, il compagno di squadra è Gianluca Vizziello. Riesce a salire tre volte sul podio in stagione (due secondi posti a Valencia e Brno ed un terzo posto a Phillip Island) e termina la stagione al 7º posto con 117 punti.

### 2010-2015 Moto2
Il 2010 vede il ritorno dell'australiano nel motomondiale, nella neonata classe Moto2, ingaggiato dalla tedesca MZ. Ottiene come miglior risultato un settimo posto in Portogallo e termina la stagione al 23º posto con 26 punti. Nel 2011 rimane nello stesso team, questa volta con un compagno di squadra, Max Neukirchner. Ottiene come miglior risultato due quarti posti (Paesi Bassi e Comunità Valenciana) e termina la stagione al 22º posto con 40 punti.

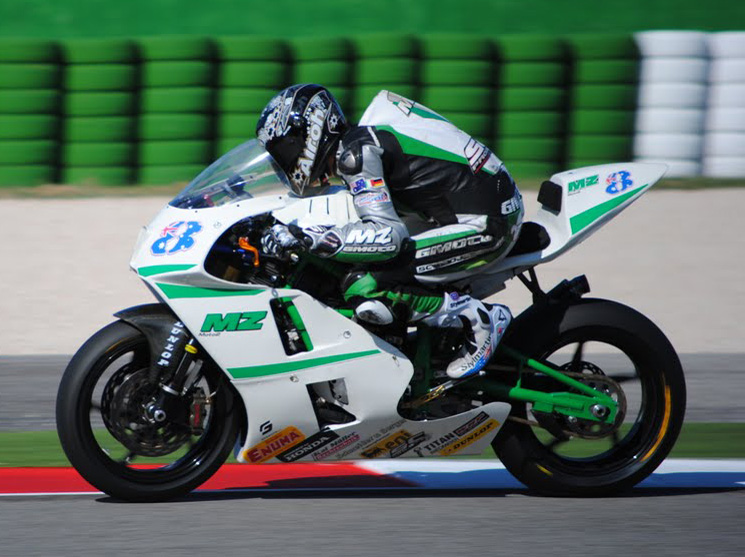
West in pista in occasione del Gran Premio di Misano del 2010, concluso in dicassettesima posizione.

Nel 2012 passa al team QMMF Racing con compagna di squadra Elena Rosell, correndo la prima parte di stagione con una Moriwaki MD600 per poi passare dal GP d'Italia ad una Speed Up S12. Il 31 ottobre 2012 viene dato annuncio dalla Federazione Motociclistica Internazionale, che a seguito di un controllo antidoping effettuato il 20 maggio dopo il GP di Francia, West viene trovato positivo alla metilexaneamina, pertanto gli viene tolto il settimo posto ottenuto nella gara francese e gli viene comminata una squalifica di un mese a partire dalla comunicazione della positività (avvenuta il 30 ottobre). Nel 2013 rimane nello stesso team, continuando a guidare una Speed Up SF13, il compagno di squadra è Rafid Topan Sucipto. Ottiene come miglior risultato un ottavo posto in Comunità Valenciana e termina la stagione al 21º posto con 19 punti. Il 28 novembre 2013 viene comunicato che, a causa del doping, vengono annullati tutti i risultati ottenuti fra il 20 maggio 2012 e il 19 ottobre 2013, quindi dal Gran Premio motociclistico di Francia 2012 al Gran Premio motociclistico della Malesia 2013.
Nel 2014 rimane nello stesso team, con compagno di squadra Román Ramos. Il 28 giugno 2014, esattamente 11 anni dopo la sua prima vittoria nel motomondiale, torna alla vittoria nel G.P. d'Olanda in Moto2 ad Assen, in una gara disputata in gran parte sotto la pioggia. Conclude la stagione al 12º posto con 72 punti.
Nel 2015 inizia la stagione in Moto2 per poi essere sostituito, dopo il Gran Premio di San Marino, da Mika Kallio. Nella stessa stagione, viene ingaggiato per correre i GP d'Australia, Malesia e Valencia con la Honda RC213V-RS del team AB Motoracing, per andare a sostituire l'infortunato Karel Abraham. Termina la gara Australiana in ventitreesima posizione, si migliora in Malesia dove è ventesimo, per poi giungere ventiduesimo nella gara finale a Valencia. Non ottiene punti validi per la classifica mondiale in MotoGP, mentre in Moto2 chiude al ventiduesimo posto con 30 punti. Sempre nel 2015 ottiene dieci punti classificandosi ventiduesimo nel CEV Moto2.   

### Mondiale Supersport e Superbike
Nel 2016 torna dopo sette anni di distanza a disputare una gara del campionato mondiale Supersport, partecipa infatti come wild card al Gran Premio d'Australia in sella ad una Yamaha YZF-R6 del team Tribeca Racing, chiude la gara al terzo posto. Sempre nel 2016 esordisce nel campionato mondiale Superbike come sostituto dell'infortunato Sylvain Barrier alla guida di una Kawasaki ZX-10R del team Pedercini dal Gran Premio di Malesia ottenendo piazzamenti a punti. Chiude la stagione al diciassettesimo posto con 64 punti ottenuti. Nello stesso anno corre nella classe Moto2 del motomondiale in Repubblica Ceca come wild-card a bordo di una Suter. Chiude la gara al decimo posto ottenendo gli unici punti stagionali per il costruttore svizzero. Questo risultato gli consente, a fine stagione, di chiudere al ventisettesimo posto in classifica piloti. Sempre nel 2016 ottiene un punto classificandosi trentunesimo nel CEV Moto2.
Nel 2017 partecipa nuovamente come wild card al Gran Premio d'Australia nel campionato mondiale Supersport con una Yamaha YZF-R6 del team West Racing.  Chiude la gara, come l'anno precedente, salendo sul podio. Continua a partecipare, sempre come wild-card, ad altre gare di questo campionato. A partire dal Gran Premio di Portogallo a Portimão passa nel mondiale Superbike alla guida di una Kawasaki ZX-10R gestita dal team Kawasaki Puccetti Racing in sostituzione dell'infortunato Randy Krummenacher. Dal Gran Premio di Spagna a Jerez torna nel mondiale Supersport per guidare una Kawasaki ZX-6R del team Puccetti Racing, in qualità di pilota sostitutivo. Al termine della stagione si classifica ventisettesimo nel mondiale Superbike e ottavo nella Supersport. In questa stagione inoltre prende parte alla gara finale del CIV classe Supersport, a Vallelunga conquistando quattordici punti e il ventunesimo posto in classifica. Nel 2018 è pilota titolare nel mondiale Supersport, alla guida della ZX-6R del proprio team personaleː l'EAB antwest Racing. A partire dal Gran Premio di Portogallo non corre a causa di accertamenti legati al doping. Riesce comunque a chiudere, migliore tra i piloti Kawasaki, al decimo posto in classifica piloti.

### Campionati nazionali
Dal 2019, vista l'impossibilità di rientrare nelle corse del mondiale Superbike e Supersport, si trasferisce nel campionato Brasiliano Superbike. A giugno 2019 annuncia il ritiro dalle competizioni motociclistiche in polemica con la FIM. Torna però a correre nel 2021, partecipando al campionato australiano Superbike con una Yamaha; chiude all'undicesimo posto. Nel 2023 gareggia nel mondiale Endurance con una Yamaha del team Mako Racing in equipaggio con Enzo Boulom e Balint Kovacs. Successivamente vince l'edizione 2023/24 del campionato neozelandese di Superbike. Mentre nel 2024 si classifica quinto nell'Australian Superbike.

## Risultati in gara

### Motomondiale
| 1998 | Classe | Moto  |  |  |  |  |  |  |  |  |  |  |  |  |     |  |  |  |  |  | Punti | Pos. |
| ---- | ------ | ----- |  |  |  |  |  |  |  |  |  |  |  |  | --- |  |  |  |  |  | ----- | ---- |
| 1998 | 125    | Honda |  |  |  |  |  |  |  |  |  |  |  |  | Rit |  |  |  |  |  | 0     |      |

| 1999 | Classe | Moto      |    |    |    |   |     |     |    |    |   |    |    |   |    |   |     |   |  |  | Punti | Pos. |
| ---- | ------ | --------- | -- | -- | -- | - | --- | --- | -- | -- | - | -- | -- | - | -- | - | --- | - |  |  | ----- | ---- |
| 1999 | 250    | TSR Honda | 14 | 10 | 17 | 9 | Rit | Rit | 10 | 11 | 6 | 15 | 15 | 9 | 10 | 9 | Rit | 8 |  |  | 66    | 12º  |

| 2000 | Classe | Moto  |   |   |   |   |   |   |   |   |     |    |    |   |   |   |   |   |  |  | Punti | Pos. |
| ---- | ------ | ----- | - | - | - | - | - | - | - | - | --- | -- | -- | - | - | - | - | - |  |  | ----- | ---- |
| 2000 | 250    | Honda | 5 | 6 | 6 | 5 | 5 | 7 | 9 | 4 | Rit | 10 | 10 | 4 | 7 | 5 | 6 | 7 |  |  | 146   | 6º   |

| 2001 | Classe | Moto  |  |    |    |    |     |     |    |    |    |     |    |    |    |    |    |    |  |  | Punti | Pos. |
| ---- | ------ | ----- |  | -- | -- | -- | --- | --- | -- | -- | -- | --- | -- | -- | -- | -- | -- | -- |  |  | ----- | ---- |
| 2001 | 500    | Honda |  | 14 | 15 | NP | Rit | Rit | 15 | 14 | 15 | Rit | 12 | 13 | 14 | 12 | 12 | 13 |  |  | 27    | 18º  |

| 2003 | Classe | Moto    |     |   |   |   |   |   |   |   |   |     |    |   |     |   |   |     |  |  | Punti | Pos. |
| ---- | ------ | ------- | --- | - | - | - | - | - | - | - | - | --- | -- | - | --- | - | - | --- |  |  | ----- | ---- |
| 2003 | 250    | Aprilia | Rit | 6 | 5 | 7 | 9 | 3 | 1 | 3 | 6 | Rit | 10 | 8 | Rit | 9 | 2 | Rit |  |  | 145   | 7º   |

| 2004 | Classe | Moto    |    |   |   |    |   |   |     |   |   |   |   |     |     |     |    |  |  |  | Punti | Pos. |
| ---- | ------ | ------- | -- | - | - | -- | - | - | --- | - | - | - | - | --- | --- | --- | -- |  |  |  | ----- | ---- |
| 2004 | 250    | Aprilia | 16 | 4 | 6 | 10 | 9 | 6 | Rit | 7 | 6 | 4 | 6 | Rit | Rit | Rit | NP |  |  |  | 88    | 11º  |

| 2005 | Classe | Moto                 |  |  |  |    |  |  |     |    |   |    |    |     |     |    |  |  |  |  | Punti | Pos. |
| ---- | ------ | -------------------- |  |  |  | -- |  |  | --- | -- | - | -- | -- | --- | --- | -- |  |  |  |  | ----- | ---- |
| 2005 | 250    | Aprilia, Honda e KTM |  |  |  | 18 |  |  | Rit | NE | 2 | 10 | 12 | Rit | Rit | NP |  |  |  |  | 30    | 17º  |

| 2006 | Classe | Moto    |     |     |   |   |    |   |   |   |   |   |    |     |    |   |    |   |    |  | Punti | Pos. |
| ---- | ------ | ------- | --- | --- | - | - | -- | - | - | - | - | - | -- | --- | -- | - | -- | - | -- |  | ----- | ---- |
| 2006 | 250    | Aprilia | Rit | Rit | 9 | 9 | 11 | 8 | 9 | 8 | 9 | 7 | NE | Rit | 15 | 9 | 11 | 9 | 19 |  | 78    | 11º  |

| 2007 | Classe | Moto    |    |   |     |    |    |    |    |  |  |  |    |  |  |  |  |  |  |  | Punti | Pos. |
| ---- | ------ | ------- | -- | - | --- | -- | -- | -- | -- |  |  |  | -- |  |  |  |  |  |  |  | ----- | ---- |
| 2007 | 250    | Aprilia | 13 | 9 | Rit | 13 | 10 | 10 | 21 |  |  |  | NE |  |  |  |  |  |  |  | 25    | 19º  |

| 2007 | Classe | Moto     |  |  |  |  |  |  |  |    |   |   |   |    |   |    |   |    |    |    | Punti | Pos. |
| ---- | ------ | -------- |  |  |  |  |  |  |  | -- | - | - | - | -- | - | -- | - | -- | -- | -- | ----- | ---- |
| 2007 | MotoGP | Kawasaki |  |  |  |  |  |  |  | 11 | 9 | 8 | 7 | 12 | 8 | 12 | 7 | 12 | 15 | 16 | 59    | 15º  |

| 2008 | Classe | Moto     |    |    |    |    |    |    |    |    |     |    |    |   |    |    |    |    |    |    | Punti | Pos. |
| ---- | ------ | -------- | -- | -- | -- | -- | -- | -- | -- | -- | --- | -- | -- | - | -- | -- | -- | -- | -- | -- | ----- | ---- |
| 2008 | MotoGP | Kawasaki | 16 | 13 | 16 | 17 | 14 | 15 | 12 | 10 | Rit | 10 | 17 | 5 | 13 | 11 | 15 | 12 | 12 | 17 | 50    | 18º  |

| 2010 | Classe | Moto        |     |    |    |    |    |     |   |    |    |    |    |    |    |    |    |    |   |    | Punti | Pos. |
| ---- | ------ | ----------- | --- | -- | -- | -- | -- | --- | - | -- | -- | -- | -- | -- | -- | -- | -- | -- | - | -- | ----- | ---- |
| 2010 | Moto2  | MZ-RE Honda | Rit | 15 | 26 | 27 | 17 | Rit | 9 | 13 | NE | 18 | 10 | 17 | 21 | 23 | 24 | 21 | 7 | 27 | 26    | 23º  |

| 2011 | Classe | Moto        |     |    |    |    |    |     |   |    |    |    |    |    |    |    |    |     |     |   | Punti | Pos. |
| ---- | ------ | ----------- | --- | -- | -- | -- | -- | --- | - | -- | -- | -- | -- | -- | -- | -- | -- | --- | --- | - | ----- | ---- |
| 2011 | Moto2  | MZ-RE Honda | Rit | 11 | 27 | 25 | 22 | Rit | 4 | 21 | 23 | NE | 29 | 26 | 27 | 11 | 12 | Rit | Rit | 4 | 40    | 22º  |

| 2012 | Classe | Moto                |    |    |    |    |    |    |    |    |    |    |    |    |    |    |    |    |    |        | Punti | Pos. |
| ---- | ------ | ------------------- | -- | -- | -- | -- | -- | -- | -- | -- | -- | -- | -- | -- | -- | -- | -- | -- | -- | ------ | ----- | ---- |
| 2012 | Moto2  | Moriwaki e Speed Up | 25 | 16 | 17 | SQ | SQ | SQ | SQ | SQ | SQ | NE | SQ | SQ | SQ | SQ | SQ | SQ | SQ | [ 18 ] | 0     |      |

| 2013 | Classe | Moto     |    |    |    |    |    |    |    |    |    |    |    |    |    |    |    |    |    |   | Punti | Pos. |
| ---- | ------ | -------- | -- | -- | -- | -- | -- | -- | -- | -- | -- | -- | -- | -- | -- | -- | -- | -- | -- | - | ----- | ---- |
| 2013 | Moto2  | Speed Up | SQ | SQ | SQ | SQ | SQ | SQ | SQ | SQ | NE | SQ | SQ | SQ | SQ | SQ | SQ | 10 | 11 | 8 | 19    | 21º  |

| 2014 | Classe | Moto     |   |   |    |    |    |    |    |   |    |   |    |    |    |     |     |    |    |   | Punti | Pos. |
| ---- | ------ | -------- | - | - | -- | -- | -- | -- | -- | - | -- | - | -- | -- | -- | --- | --- | -- | -- | - | ----- | ---- |
| 2014 | Moto2  | Speed Up | 9 | 7 | 12 | 11 | 14 | 18 | 10 | 1 | 17 | 9 | 22 | 22 | 17 | Rit | Rit | 22 | 18 | 9 | 72    | 12º  |

| 2015 | Classe | Moto     |     |   |    |    |    |    |    |     |     |    |    |   |    |  |  |  |  |  | Punti | Pos. |
| ---- | ------ | -------- | --- | - | -- | -- | -- | -- | -- | --- | --- | -- | -- | - | -- |  |  |  |  |  | ----- | ---- |
| 2015 | Moto2  | Speed Up | Rit | 7 | 14 | 15 | 11 | 19 | 22 | Rit | Rit | 13 | 21 | 7 | 15 |  |  |  |  |  | 30    | 22º  |

| 2015 | Classe | Moto  |  |  |  |  |  |  |  |  |  |  |  |  |  |  |  |    |    |    | Punti | Pos. |
| ---- | ------ | ----- |  |  |  |  |  |  |  |  |  |  |  |  |  |  |  | -- | -- | -- | ----- | ---- |
| 2015 | MotoGP | Honda |  |  |  |  |  |  |  |  |  |  |  |  |  |  |  | 23 | 20 | 22 | 0     |      |

| 2016 | Classe | Moto  |  |  |  |  |  |  |  |  |  |  |    |  |  |  |  |  |  |  | Punti | Pos. |
| ---- | ------ | ----- |  |  |  |  |  |  |  |  |  |  | -- |  |  |  |  |  |  |  | ----- | ---- |
| 2016 | Moto2  | Suter |  |  |  |  |  |  |  |  |  |  | 10 |  |  |  |  |  |  |  | 6     | 27º  |

| Legenda | 1º posto        | 2º posto            | 3º posto            | A punti      | Senza punti        | Grassetto – Pole position Corsivo – Giro più veloce |
| Legenda | Gara non valida | Non qual./Non part. | Ritirato/Non class. | Squalificato | '-' Dato non disp. | Grassetto – Pole position Corsivo – Giro più veloce |

### Campionato mondiale Supersport
| 2004 | Moto  |  |  |  |  |  |  |   |  |  |  |  |  |  |  | Punti | Pos. |
| ---- | ----- |  |  |  |  |  |  | - |  |  |  |  |  |  |  | ----- | ---- |
| 2004 | Honda |  |  |  |  |  |  | 9 |  |  |  |  |  |  |  | 7     | 32º  |

| 2007 | Moto   |  |  |  |  |  |   |   |   |  |  |  |  |  |  | Punti | Pos. |
| ---- | ------ |  |  |  |  |  | - | - | - |  |  |  |  |  |  | ----- | ---- |
| 2007 | Yamaha |  |  |  |  |  | 3 | 1 | 1 |  |  |  |  |  |  | 66    | 9º   |

| 2009 | Moto  |   |   |   |   |     |   |    |   |     |   |    |   |   |  | Punti | Pos. |
| ---- | ----- | - | - | - | - | --- | - | -- | - | --- | - | -- | - | - |  | ----- | ---- |
| 2009 | Honda | 3 | 9 | 2 | 7 | Rit | 8 | 10 | 7 | Rit | 2 | 15 | 8 | 4 |  | 117   | 7º   |

| 2016 | Moto   |   |  |  |    |  |  |  |  |  |  |  |  |  |  | Punti | Pos. |
| ---- | ------ | - |  |  | -- |  |  |  |  |  |  |  |  |  |  | ----- | ---- |
| 2016 | Yamaha | 3 |  |  | NP |  |  |  |  |  |  |  |  |  |  | 16    | 23º  |

| 2017 | Moto              |   |  |  |    |    |   |    |   |  |  |   |   |  |  | Punti | Pos. |
| ---- | ----------------- | - |  |  | -- | -- | - | -- | - |  |  | - | - |  |  | ----- | ---- |
| 2017 | Yamaha e Kawasaki | 3 |  |  | 14 | 11 | 7 | 10 | 8 |  |  | 3 | 5 |  |  | 73    | 8º   |

| 2018 | Moto     |     |   |   |    |   |    |   |   |  |  |  |  |  |  | Punti | Pos. |
| ---- | -------- | --- | - | - | -- | - | -- | - | - |  |  |  |  |  |  | ----- | ---- |
| 2018 | Kawasaki | Rit | 6 | 9 | NP | 6 | 11 | 7 | 6 |  |  |  |  |  |  | 51    | 10º  |

| Legenda | 1º posto        | 2º posto            | 3º posto           | A punti      | Senza punti        | Grassetto – Pole position Corsivo – Giro più veloce |
| Legenda | Gara non valida | Non qual./Non part. | Ritirato/Non class | Squalificato | '-' Dato non disp. | Grassetto – Pole position Corsivo – Giro più veloce |

### Campionato mondiale Superbike
| 2016 | Moto     |  |  |  |  |  |  |  |  |  |  |   |   |    |    |    |    |    |   |    |     |  |  |    |   |  |  |  |  | Punti | Pos. |
| ---- | -------- |  |  |  |  |  |  |  |  |  |  | - | - | -- | -- | -- | -- | -- | - | -- | --- |  |  | -- | - |  |  |  |  | ----- | ---- |
| 2016 | Kawasaki |  |  |  |  |  |  |  |  |  |  | 9 | 5 | 10 | 12 | 10 | 11 | 12 | 9 | 11 | Rit |  |  | 14 | 9 |  |  |  |  | 64    | 17º  |

| 2017 | Moto     |  |  |  |  |  |  |  |  |  |  |  |  |  |  |  |  |  |  |    |   |    |    |  |  |  |  |  |  | Punti | Pos. |
| ---- | -------- |  |  |  |  |  |  |  |  |  |  |  |  |  |  |  |  |  |  | -- | - | -- | -- |  |  |  |  |  |  | ----- | ---- |
| 2017 | Kawasaki |  |  |  |  |  |  |  |  |  |  |  |  |  |  |  |  |  |  | 13 | 8 | 18 | 14 |  |  |  |  |  |  | 13    | 27º  |

| Legenda | 1º posto        | 2º posto            | 3º posto           | A punti      | Senza punti        | Grassetto – Pole position Corsivo – Giro più veloce |
| Legenda | Gara non valida | Non qual./Non part. | Ritirato/Non class | Squalificato | '-' Dato non disp. | Grassetto – Pole position Corsivo – Giro più veloce |